# Uguccione Ranieri di Sorbello
Uguccione Ranieri Bourbon del Monte di Sorbello, meglio noto come Uguccione Ranieri di Sorbello o più semplicemente come Uguccione Ranieri (Firenze, 22 febbraio 1906 – Roma, 28 maggio 1969), è stato un giornalista, scrittore e militare italiano, eroe di guerra, funzionario e dirigente della Pubblica Amministrazione presso i Ministeri della Cultura Popolare, del Turismo e Spettacolo e degli Affari Esteri.
Era membro della nobile famiglia Ranieri Bourbon di Sorbello, con il titolo di marchese di Sorbello e conte di Civitella.

## Gioventù e formazione
Uguccione Ranieri di Sorbello era figlio secondogenito del marchese Ruggero V Ranieri Bourbon di Sorbello (1864-1946) e della statunitense Romeyne Robert (1877-1951). Intraprese i primissimi studi secondo i dettami del metodo Montessori per volontà della madre, che volle un'educazione montessoriana per i suoi tre figli Gian Antonio, Uguccione e Lodovico Ranieri di Sorbello e, in particolar modo, Uguccione e Gian Antonio funsero letteralmente da cavie per testare i materiali montessoriani in sperimentazione alla Villa Montesca nell'estate del 1909. Il Metodo fu poi applicato tra l'estate e l'autunno del 1909 alla didattica della scuola elementare rurale del Pischiello in Umbria, fondata dalla stessa marchesa Ranieri di Sorbello.  Nel 1924, in coincidenza con la sua iscrizione alla facoltà di giurisprudenza di Roma, inizia a collaborare con alcuni periodici romani.
Nel 1926 interrompe gli studi universitari per svolgere il servizio militare, in un primo periodo presso la Scuola Allievi Ufficiali di Roma (reparto di artiglieria contraerea) e successivamente al Forte Belvedere di Firenze, dal quale uscirà con il grado di sottotenente.
Nel 1928 si laurea in giurisprudenza a Roma, mentre l'anno successivo conseguirà una seconda laurea in Scienze Politiche presso l'Università degli Studi di Firenze. Inizierà da subito a collaborare come praticante presso uno studio di avvocati romani, ma si trattò di un'esperienza di breve durata. Uguccione abbandonò infatti ben presto l'idea di diventare avvocato per seguire la sua passione per la letteratura e la cultura umanistica. La decisione di abbandonare la carriera forense non venne accolta favorevolmente dal padre. Il marchese Ruggero Bourbon di Sorbello arrivò a tagliargli i viveri con il chiaro intento di ridurre il figlio a più miti consigli, costringendolo a tornare a Perugia, città di residenza della famiglia. È in questo clima di tensione generazionale che maturano le condizioni per una decisione che avrebbe segnato una svolta fondamentale nella vita di Uguccione: lasciare l'Italia per trasferirsi negli Stati Uniti.

## Il primo soggiorno negli Stati uniti (1930-1936)
Dopo un primo viaggio esplorativo negli Stati Uniti compiuto nel 1929 per raccogliere informazioni e verificare possibili opportunità di lavoro nelle università nordamericane, Uguccione otterrà, a partire dall'anno accademico 1930-31, un incarico come instructor di lingua e letteratura italiana presso il Dipartimento di Italiano dell'Università di Yale. Inseritosi nella vita culturale della cittadina di New Haven, nel Connecticut, collaborerà con la Yale Italian Society e con il Circolo Italiano presente in città, dal quale fu invitato a tenere numerose conferenze sull'arte e la letteratura italiana.
A partire dal 1932 il Circolo Italiano di Boston lo invitò regolarmente a tenere conferenze, sempre legate alla letteratura italiana. Interessato al teatro come mezzo attraverso il quale favorire l'apprendimento della lingua italiana, scrisse e mise in scena, collaborando con la società teatrale dell'Università di Yale, la commedia in un atto e sei scene Con le signore c'è più gusto, rappresentata in italiano dagli stessi studenti di Yale il 3 maggio 1934. Due anni più tardi il testo della commedia verrà pubblicato dalla casa editrice Italian Publishers di New York.
Dal 1934 al 1936 insegnerà anche presso la Italian Summer School del Middlebury College dove strutturerà un corso dal titolo "Modern Italy in Word and Thought". Farà la conoscenza di Giuseppe Prezzolini, allora professore di letteratura italiana alla Columbia University e direttore della Casa Italiana dal 1930 al 1940, il quale lo invitò a partecipare alla redazione del Giornalino della Casa Italiana, rivista destina a studenti ed insegnanti di italiano negli Stati Uniti. Il suo interesse per il giornalismo si espresse anche nella collaborazione editoriale con due riviste, entrambe emanazioni della Italy-America Society: Italy America Monthly e Italy America Review, della quale fu managing editor (caporedattore), durante il 1936.

## Gli anni del MinCulPop e della cospirazione antifascista
Rientrato in Italia, nel 1937 Uguccione iniziò a lavorare con un contratto avventizio presso il neo-costituito Ministero della Cultura Popolare (MinCulPop) venendo poi assunto l'anno successivo con la qualifica di primo segretario a seguito del superamento di un concorso. Si occupò nello specifico dei servizi radiofonici in lingua inglese, dei rapporti con la stampa estera e della censura. Diventato via via sempre più insofferente nei confronti del regime di Mussolini ma costretto per necessità economiche a mantenere il posto di lavoro, abbandonò le mansioni all'ufficio radio per trasferirsi alla direzione generale della stampa estera, dove si occupò di seguire le pratiche amministrative e personali dei giornalisti stranieri, in particolare di quelli americani che rimasero in Italia fino alla dichiarazione di guerra di Mussolini agli Stati Uniti dell'11 dicembre 1941.
Richiamato al servizio militare nel novembre 1942, destinato alla base di Caserta, tornerà a Roma poco tempo dopo grazie all'interessamento diretto della principessa Maria José di Savoia, mobilitata con grande probabilità dalla madre di Uguccione, Romeyne Robert, che era conoscente della principessa. Prenderà dunque parte alla cospirazione antifascista che ruotò proprio intorno alla figura di Maria José. È lui stesso a ricordare in alcune note autobiografiche il ruolo chiave ricoperto da Maria José: 
(Da una testimonianza scritta di Uguccione Ranieri di Sorbello.)
Anche Edgardo Sogno ricorda come, nella primavera del 1943, egli stesso assieme a Uguccione e a un gruppo di liberali monarchici avessero steso e fatto recapitare un appello al re, chiedendogli di deporre Mussolini. Malgrado questo, secondo Sogno, Uguccione aveva già da tempo perso fiducia nella monarchia e gli eventi successivi non fecero che confermarlo nelle sue convinzioni repubblicane. Queste emergeranno con forza nell'immediato dopoguerra quando, in occasione del referendum istituzionale tenutosi domenica 2 e lunedì 3 giugno 1946 per scegliere la forma istituzionale da dare all'Italia dopo la seconda guerra mondiale, Uguccione si schierò pubblicamente a favore della Repubblica.

## L'impegno con gli alleati (1943-45)
Dopo l'annuncio dell'armistizio dell'8 settembre 1943, Uguccione disertò riparando verso sud, rifugiandosi presso la villa degli amici Zeno e Andreola Vinci a Cupra Marittima. La notte del 5 ottobre compì la sua prima impresa portando in salvo un gruppo di fuggiaschi ebrei in territorio alleato utilizzando un'imbarcazione di fortuna con la quale raggiunse le Isole Tremiti.
Con il consenso dello Stato Maggiore italiano, Uguccione si unì al reparto alleato IS 9, emanazione del MI 9, British Military Intelligence Section 9, e del suo omologo statunitense. Il reparto MI 9 era stato creato nel dicembre 1940 con il compito di aiutare i combattenti della resistenza europea nei territori occupati dai nazi-fascisti a recuperare soldati alleati dispersi in territorio nemico, oltre che a comunicare con i prigionieri nei campi, inviando loro ogni aiuto possibile. In particolare il reparto IS9, spesso denominato A-Force nello scacchiere del Mediterraneo, aveva la particolare missione di favorire l'evasione dei prigionieri alleati, anche mediante la formazione di agenti speciali da inviare in territorio nemico. La rete dell'IS9 sviluppò le sue attività in varie zone della penisola, in particolare lungo le Alpi Orientali, dove si trattava perlopiù di prestare soccorso e portare in salvo i piloti degli equipaggi dei bombardieri alleati abbattuti dalla contraerea nemica, e nelle zone tra le Marche e gli Abruzzi dove si registrava una forte concentrazione di prigionieri evasi.
Tra l'inverno del '43 e la primavera del '44 Uguccione rimase in territorio marchigiano per organizzare un percorso di fuga ("Ratline"), grazie al quale centinaia di prigionieri alleati (circa 900 tra soldati angloamericani, soldati jugoslavi, rifugiati italiani, ebrei, ecc.) riuscirono a mettersi in salvo.
Dopo la liberazione delle Marche si spostò sul fronte di Arezzo e nel luglio del 1944 partecipò alla battaglia di Firenze. In seguito, dopo un rapido addestramento a Brindisi in preparazione di una missione sulle Alpi, nella notte tra 4 e 5 aprile venne paracadutato nella zona del Monte Pizzoc nelle Alpi Orientali, insieme a un tenente inglese e a un radiotelegrafista italiano (Operazione Spider). Lì, in collaborazione con i partigiani della Divisione Garibaldi "Nino Nannetti", riuscì a radunare e portare al sicuro un nutrito gruppo di aviatori americani dispersi e a catturare più di mille soldati tedeschi. Nelle ultime fasi del conflitto venne inviato in Austria per organizzare la prima assistenza nei campi di prigionia abbandonati dai tedeschi nella zona fra Klagenfurt e Graz, dove si stimava fossero stati rinchiusi quasi 40.000 soldati alleati.
Il suo impegno durante la guerra di liberazione gli valse encomi e decorazioni: al rientro in Italia, nell'aprile del '45, venne decorato con una medaglia d'argento "sul campo" al Valor Militare. Nel 1949 gli venne assegnata anche una medaglia di bronzo.

## Gli anni del dopoguerra

### 1946-1952: l'impegno politico
Dopo la guerra Uguccione torna a Roma, afferendo inizialmente alla Presidenza del Consiglio dei Ministri e ottenendo una serie di incarichi presso il Ministero degli Esteri fino all'inquadramento, avvenuto nel 1960, nel neo-costituito Ministero del Turismo e dello Spettacolo. Nel 1946 Uguccione prestò la sua opera come addetto stampa della delegazione italiana alla Conferenza di Parigi dove tradusse in inglese per i giornalisti stranieri il discorso di Alcide De Gasperi, meritandosi un encomio.
Uguccione partecipò attivamente alla vita culturale di una Roma da poco liberata. Il suo piccolo appartamento nella capitale, al n. 31 di Via dei Due Macelli, divenne una sorta di crocevia intellettuale e mondano, frequentato da varie personalità che costituivano, o andranno a costituire, il gotha dell'universo politico, letterario e giornalistico del dopoguerra: da Giuseppe Antonio Borgese a Ugo Stille, da Luigi Barzini ad Alberto Moravia, da Giannalisa Feltrinelli a Marina e Anna Maria Volpi, dallo scrittore Dino Terra a noti musicisti, attori e politici vari. Fra gli amici di lunga data si ricordano il conte Edgardo "Eddy" Sogno, Maurizio Lodi-Fè e Indro Montanelli.
Dal suo sodalizio con l'amico scrittore e giornalista Donato Martucci, iniziato già negli anni trenta, vedranno la luce tra 1948 e 1950 due delle sue creazioni più originali: i romanzi di fantapolitica Non votò la famiglia De Paolis e Lo strano settembre 1950, opere di grande successo nazionale ed internazionale pubblicate entrambe dall'editore Longanesi.
Gli anni dall'immediato dopoguerra fino al 1952 furono anni in cui Uguccione mostrò anche un forte impegno politico: scrisse articoli per la rivista The Italian Post, diretta da Pierluigi Tumiati, e in occasione del referendum monarchia-repubblica prese immediatamente posizione a favore della repubblica, rievocando la tragedia dell'8 settembre e parlando con convinzione della lotta antifascista e partigiana. In questo periodo Uguccione si attestò su posizioni fortemente liberali e democratiche, auspicando un rinnovamento sociale ed economico per l'Italia. In seguito si avvicinò al Movimento Federalista Mondialista (World Movement for World Federation Government) di cui erano propugnatori ed organizzatori Giuseppe Antonio Borgese e sua moglie Elisabeth Mann. Entrerà a far parte del Comitato esecutivo della sezione italiana, collaborando alle due riviste del gruppo: Notizie federaliste mondiali e Federalismo nel mondo, impegnandosi in conferenze e manifestazioni. Lascerà presto la militanza attiva nel movimento, la cui influenza andrà peraltro declinando rapidamente negli anni successivi.

### Il ritorno negli Stati Uniti (1953) –The Italian Scene
Nel 1953 ha inizio il secondo lungo soggiorno statunitense di Uguccione che venne nominato addetto culturale presso l'ambasciata italiana a Washington con il compito di gestire l'ufficio culturale presso il consolato generale d'Italia a New York. Finalità di questo ufficio, situato al 690 di Park Avenue, era quella di fornire informazioni sull'Italia a chiunque ne facesse richiesta e, soprattutto, di promuovere relazioni positive fra Stati Uniti e la Repubblica Italiana, presentando quest'ultima nella sua nuova identità di paese moderno e democratico. È in questa cornice che prende corpo il progetto del bollettino d'informazione The Italian Scene, pubblicazione mensile di circa quindici pagine redatta in lingua inglese il cui scopo, decisamente ambizioso, era quello di rendere comprensibile al mondo anglosassone la complessità della vita politica e culturale italiana, avendo tra i destinatari privilegiati i professionisti della comunicazione.
Attraverso le pagine dell'Italian Scene, Uguccione racconta l'Italia degli anni cinquanta e sessanta del Novecento, aggiorna i suoi lettori sui fatti di cronaca più importanti, ma si sofferma anche su quelli più singolari, spaziando tra politica, archeologia, letteratura, cinema, scienza, musica, teatro, radio, televisione, architettura e novità editoriali. Il successo di questa originale pubblicazione presso il pubblico degli addetti ai lavori gli valse l'apprezzamento di numerosi professionisti della comunicazione italiani e stranieri, tra i quali il giornalista e scrittore George Weller (1907-2002), già vincitore del premio Pulitzer nel 1943, che negli anni cinquanta dirigeva l'ufficio del Chicago Daily News a Roma.
Agli impegni per la redazione dell'Italian Scene si vanno ad affiancare altre numerose incombenze ufficiali: dibattiti, conferenze, interviste e trasferte in varie parti degli Stati Uniti. A partire dal 1954 Uguccione seguì il restauro della casa di Meucci e Garibaldi a Staten Island, edificio poi trasformato nel Garibaldi-Meucci Museum per onorare la memoria dei due grandi italiani che vi avevano soggiornato.

### Il rientro in Italia – Attività giornalistica e "filo diretto" con gliStates
Nell'estate del 1957 Uguccione rientrò in Italia, dove continuò a lavorare per il Ministero degli Affari Esteri. Sospende temporaneamente la pubblicazione dell'Italian Scene che riprenderà a partire dal luglio 1958 e proseguirà ininterrottamente fino alla sua morte. Parallelamente, sempre a partire dal 1958, inizierà a scrivere come giornalista editorialista su importanti testate nazionali e locali quali Il Corriere della Sera, La Nazione e il Giornale di Brescia, impegnandosi talvolta in vere e proprie campagne a mezzo stampa, come quella portata avanti con successo negli Stati Uniti per promuovere l'intitolazione a Giovanni da Verrazzano del nuovo ponte in costruzione a New York fra Brooklyn e Staten Island, poi battezzato Verrazzano-Narrows Bridge il 21 novembre 1964. Meno fortunato fu l'esito delle sue battaglie giornalistiche in Italia, sia in occasione della campagna per far sì che l'Autostrada del Sole passasse per l'Umbria, che in quella di respiro più locale ingaggiata per evitare che lo skyline di Perugia venisse deturpato dal complesso delle nuove antenne RAI con la realizzazione del cosiddetto "Palazzo degli orecchioni" sulla collina del quartiere di Monteripido.
A partire dal 1961 verrà inviato periodicamente in Nord America dal Ministero degli Affari Esteri per tenere cicli di conferenze in occasione del primo centenario dell'Unità d'Italia. Una prima serie di presentazioni, legate ai temi del Risorgimento italiano allo sviluppo dell'Italia in un secolo di storia unitaria, si svolse in primavera, tra aprile e maggio 1961, toccando il Canada Orientale, il Mid-West, il Texas e gli stati atlantici. La seconda serie si svolgerà invece nell'autunno del 1961 interessando la California, alcuni stati atlantici e la città di New York.
Quattro anni dopo, nell'ambito delle iniziative promosse per celebrare il settimo centenario della nascita di Dante, Uguccione partì per un nuovo tour di presentazioni negli Stati Uniti ed ebbe modo di parlare presso numerose sedi universitarie (St. Mary College, Stanford University, University of California, University of San Francisco). Anche in questa circostanza si distinse per la preparazione enciclopedica, il fine senso dell'umorismo e l'orgogliosa passione per la cultura italiana. Il grande successo riscosso e la fama che lo accompagnavano gli valsero la cittadinanza onoraria della città di San Francisco con la consegna delle chiavi della città avvenuta il 30 ottobre 1965 per mano del sindaco John Francis Shelley. Nel 1968, durante uno dei suoi ultimi impegni pubblici statunitensi, collaborò all'organizzazione del padiglione italiano per l'Esposizione Universale HemisFair a San Antonio, in Texas.

### Gli ultimi anni e gli scritti storico-letterari
A partire dagli anni sessanta, stimolato principalmente dall'attività di riordino del ricco patrimonio archivistico familiare, Uguccione sviluppò un rinnovato interesse per la storia locale, dedicandosi tanto alle vicende della famiglia Ranieri Bourbon di Sorbello quanto alla sua amata Perugia. Nasceranno così due lavori storico-letterari di grande successo: il best seller La bella in mano al boia (1ª ed. Rizzoli, 1965), romanzo storico ispirato da un fatto di cronaca che sconvolse la città di Perugia nell'anno 1600 e provocò l'esecuzione dell'aristocratica Porzia Corradi, condannata per adulterio e giustiziata insieme al suo amante Roberto Valeriani e a una brigata di amici perugini; e il poderoso saggio storico Perugia della Bell'Epoca, opera pubblicata postuma nel dicembre 1969 e che ricostruisce il periodo storico che va dai moti cittadini del 20 giugno 1859, avvenuti durante la seconda Guerra d'Indipendenza (Stragi di Perugia), fino al 24 maggio 1915, data dell'ingresso dell'Italia nella Grande Guerra.
Colto da infarto, Uguccione Ranieri di Sorbello morì il 28 maggio 1969 a Roma, all'età di sessantatré anni.

## La personalità
Uguccione Ranieri di Sorbello fu un intellettuale immerso nella contemporaneità, un umanista fiero del patrimonio culturale di cui si sentiva erede e interprete. La sua personalità poliedrica ed eclettica è testimoniata dal suo impegno in vita e dalle numerose testimonianze sulla sua figura lasciate da persone a lui legate.
Il giurista Ugo Castelnuovo-Tedesco (1890-1974) ne ha lasciato un ritratto in versi: «Nel parlare di cose e di persone / Zeno, per primo, nominò Uguccione. / Ma, incontrandolo un dì, restai perplesso / nel sentirlo gridar come un ossesso. / Non ebbe, dunque, i più brillanti esordi / la nostra conoscenza, ai miei ricordi. / Ma però, appunto con fraterna ammenda / convien ch'ogni giustizia qui gli renda. / Volendo formulare i miei concetti / Uguccione, per me non ha difetti: / son tutti eccessi, eccessi di passioni, / la calda e viva ingenuità dei buoni. / Educato al sistema Montessori / è sempre stato onesto dentro e fuori / e nella vita non ha messo piede / se non liberamente e in buonafede.»
Il profilo più efficace resta però quello lasciato da Indro Montanelli, amico di lunga data che di Uguccione conosceva a fondo pregi e difetti. In un suo lungo articolo apparso sul Corriere della Sera il 28 maggio 1970, a quasi un anno dalla scomparsa dell'amico, Montanelli lo ricorda come «l'uomo più sprovveduto, scombinato, impillaccherato del mondo, ma anche uno dei più generosi, imprevedibili, caldi, candidi, affascinanti e poetici. La sua coscienza era il contrario delle sue cravatte e giacchette: senza macchia».

## Vita privata
Il 21 ottobre 1951 Uguccione si unì in matrimonio con Maria Maddalena de Vecchi (detta Marilena), donna colta e raffinata appartenente ad una prestigiosa famiglia toscana. La madre, Vittoria de' Pazzi, era una discendente della nobile casata fiorentina, mentre il padre, il conte Bindo de Vecchi, fu uno stimato anatomopatologo nonché rettore dell'Università di Firenze. Il 21 agosto 1952 nasce l'unico figlio della coppia: Ruggero Ranieri di Sorbello.
Nel 1995, per onorare la memoria di Uguccione Ranieri, la moglie Marilena de Vecchi Ranieri e il figlio Ruggero inaugurarono la Fondazione Ranieri di Sorbello.

## Opere e scritti editi

### Produzione giornalistica
- Articoli in inglese e italiano scritti durante il soggiorno americano (1930-1936), apparsi su quotidiani e riviste della costa orientale, come: Il Progresso Italo-Americano; Yale Daily News; Corriere del Connecticut; Il Giornalino della Casa Italiana; Corriere d'America; New Orleans Item; Italian Post; Rome Daily American; Italy America Monthly e Italy America Review (di queste ultime due riviste fu anche caporedattore).
- The Italian Scene: bollettino mensile edito a New York dall'aprile 1953 al maggio 1957 con il titolo The Italian Scene: A bullettin of Cultural Information. La pubblicazione è poi proseguita a Roma dal novembre 1958 al giugno 1969, per conto del Centro per Giornalisti Esteri del Ministero degli Affari Esteri, con il titolo The Italian Scene: a bullettin of varied information.
- Dal 1950 al 1953 collaborò alle riviste Notizie federaliste mondiali e Federalismo nel mondo.
- Dal 1958 pubblicò circa 250 articoli su testate locali e nazionali (es. Il Corriere della Sera; La Nazione; Il Giornale di Brescia).

### Opere letterarie e saggi
- Con le signore c'è più gusto, New York, Italian Publishers, 1936
- Uguccione Ranieri e Donato Martucci, Non votò la famiglia De Paolis. Lettere scritte domani, racconto, Milano, Longanesi & Co., 1948
- Donato Martucci e Uguccione Ranieri, Lo strano settembre 1950, Milano, Longanesi & Co., 1950
- Come in una ballata del Trecento, in Tuttitalia. Enciclopedia dell'Italia antica e moderna: Umbria, Firenze, Sadea Sansoni – Novara, Istituto geografico De Agostini, 1961-1964, pp. 115-117
- Erte aeree prospettive, in Tuttitalia. Enciclopedia dell'Italia antica e moderna: Umbria, Firenze, Sadea Sansoni – Novara, Istituto geografico De Agostini, 1961-1964, pp. 283-285
- Il pianto della ninfa, in Tuttitalia. Enciclopedia dell'Italia antica e moderna: Umbria, Firenze, Sadea Sansoni – Novara, Istituto geografico De Agostini, 1961-1964, pp. 356-360
- Donato Martucci and Uguccione Ranieri, The Strange September of 1950, New York, Horizon press, 1962
- La bella in mano al boia. Una storia inedita di Perugia nel Seicento, Milano, Rizzoli, 1965
- Sorbello e i suoi marchesi reggenti. Breve storia del feudo tra l'Umbria e la Toscana nei secoli XIV-XIX, Perugia, Volumnia, 1969
- Perugia della Bell'Epoca: 1859-1915, Perugia, Volumnia, 1969
- Prefazione a [Marco Vincenzo] Coronelli, Umbria, 1708, [s.l., s.n.], 1969 (Perugia, Tip. G. Benucci. Edizione anastatica di 1000 esemplari numerata